# 梅仲明
梅仲明烈士（1962年11月29日—2020年3月3日），湖北武汉人，中国农工民主党党员，武汉市中心医院眼科副主任、主任医师，湖北省眼科学会委员、武汉市眼科学会委员、湖北省医师协会白内障学组委员。
梅仲明因感染新型冠状病毒，于2020年3月3日在武汉市金银潭医院病逝，享年57岁。

## 生平
梅仲明于1962年11月29日出生于湖北省武汉市。1986年7月，梅仲明毕业于中山大学临床医学专业。
1998年，梅仲明参加了「香港健康快车」白内障复明活动。
2020年初，冠状病毒疫情于武汉暴发。梅仲明于2月感染后，转入金银潭医院，进入重症监护室治疗。3月3日，梅仲明因抢救无效，于金银潭医院病逝，享年57岁。
2020年4月，湖北省人民政府评定梅仲明等14名牺牲在新冠肺炎疫情防控一线的人员为首批烈士。

## 其他
梅仲明与2020年2月殉职的李文亮医师皆属于武汉市中心医院眼科科室。